# Антоніо Петкович
Антоніо Петкович (хорв. Antonio Petković, нар. 11 січня 1987, Шибеник, Хорватія) — хорватський ватерполіст, срібний призер Олімпійських ігор 2016 року.

## Виступи на Олімпіадах
| Олімпіада           | Дисципліна | Місце |
| ------------------- | ---------- | ----- |
| Ріо-де-Жанейро 2016 | водне поло | 2     |